# From the Inside
«From the Inside» — сингл американського гурту Linkin Park. 10-й трек у другому альбомі гурта «Meteora»  Реліз відбувся в США и Австралії в 2004 році, як четвертий сингл із альбому.

## Трек
Одна з найбільш тяжких пісень Linkin Park. При прослуховуванні можна помітити, що спів, мелодійний на початку, до кінця стає більш «тяжким», роблячи трек схожим на ню-метал. Також варто відзначити що Честер Беннінґтон під кінець пісні скримить біля десяти секунд.

## Кліп
Режисер — Джо Хан. Група бунтарів протистоїть силам правопорядку, Честер і Майк повільно ідуть крізь наповп, у той час як маленька дитина проривається прямо в центр всього цього безумства, кричачи в унісон Честеру.
Кліп знімали у Празі, спеціально для зйомок була оточена ціла площа і прилеглі до неї квартали.

## Список треків
| #  | Назва                    | Тривалість |
| -- | ------------------------ | ---------- |
| 1. | «From The Inside»        | 2:53       |
| 2. | «Runaway (Live)»         | 3:07       |
| 3. | «From The Inside (Live)» | 3:00       |